# 2014
Il 2014 (MMXIV in numeri romani) è un anno  del XXI secolo.

## Eventi

### Gennaio
- 1º gennaio
  - La Grecia assume la Presidenza di turno del Consiglio dell'Unione europea.
  - La Lettonia adotta l'euro come moneta corrente e Andorra inizia a coniare monete euro proprie. Contestualmente, cambiano facciata nazionale alle proprie monete Belgio, Città del Vaticano e Paesi Bassi.
- 7 gennaio: freddo record negli Stati Uniti d'America e nel Sud del Canada, con temperature scese fino ai -53 °C nello Stato del Montana[1].
- 16 gennaio: in Egitto si svolge il referendum per l'approvazione della nuova Costituzione, a quasi tre anni dal referendum costituzionale che aveva ratificato quella precedente: viene votata favorevolmente da oltre il 90%. Il referendum vede la partecipazione del 38,5% dell'elettorato.
- 21 gennaio: la Fiat S.p.A. acquisisce il restante 41,5% delle azioni del Gruppo Chrysler, detenendo così il totale controllo dell'azienda statunitense e divenendo il settimo gruppo automobilistico più importante al mondo.
- 22 gennaio: si tiene a Montreux la Conferenza di pace Ginevra 2, voluta dall'ONU per cercare un'intesa politica alla crisi siriana.

### Febbraio
- 7 – 23 febbraio: XXII Giochi olimpici invernali a Soči.
- 13 febbraio: il Belgio diventa il primo Stato al mondo a legalizzare l'eutanasia senza alcun limite d'età.
- 14 febbraio: il Presidente del Consiglio italiano, Enrico Letta, rassegna le dimissioni nelle mani del Presidente della Repubblica, Giorgio Napolitano.
- 22 febbraio
  - In Ucraina viene liberata dopo due anni e mezzo di prigionia l'ex Primo Ministro Julija Tymošenko, leader della cosiddetta Rivoluzione arancione.
  - Matteo Renzi assume l'incarico di Presidente del Consiglio dei Ministri della Repubblica Italiana.
- 28 febbraio: la Russia invade militarmente la Penisola di Crimea, regione autonoma dell'Ucraina.

### Marzo
- 8 marzo: l'aereo Malaysia Airlines 370 scompare durante un volo verso Pechino con a bordo 239 persone; il 5 agosto del 2015 alcuni detriti trovati sull'Isola di Reunion vengono confermati essere quelli del volo.
- 9 marzo: elezioni politiche in Corea del Nord. Kim Jong-un, unico candidato in lista, viene eletto dai deputati con il 100% dei voti.[2]
- 16 marzo: elezioni parlamentari in Serbia.
- 17 marzo: in seguito al referendum del 16 marzo, la Crimea viene annessa alla Russia con il 96,6% di voti a favore.
- 24 marzo: il Regno Unito, gli Stati Uniti, l'Italia, la Germania, la Francia, il Giappone e il Canada, durante una riunione straordinaria, decidono di sospendere la Russia dal G8.

### Aprile
- 5 aprile: elezioni presidenziali in Afghanistan.[3]
- 6 aprile
  - si svolge al Mercedes-Benz Superdome nella città di New Orleans, Louisiana la 30°[4] edizione di Wrestlemania dove per la prima volta The Undertaker viene sconfitto nel suddetto PPV dal 1991, con Brock Lesnar che interrompe la "The Streak" a 21 vittorie.
  - elezioni parlamentari in Ungheria.
- 7 aprile – 12 maggio – elezioni parlamentari in India: con più di 815 milioni di persone chiamati a votare, sono le più grandi elezioni nella storia della democrazia mondiale.[5]
- 8 aprile: termina definitivamente il supporto per il sistema operativo Windows XP.
- 14 aprile: a Maiduguri, in Nigeria, un commando armato di Boko Haram rapisce 276 studentesse prevalentemente di religione cristiana che si trovavano in un Istituto d'istruzione secondaria.
- 16 aprile: il naufragio del Sewol a 20 km dalla costa mentre era in rotta da Incheon a Jeju provoca la morte di 295 persone sui 476 a bordo: 9 risultano ancora dispersi.
- 27 aprile – Piazza San Pietro: canonizzazione di Giovanni XXIII e di Giovanni Paolo II.
- 30 aprile: elezioni presidenziali in Iraq.[6]

### Maggio
- 2 maggio – Ucraina: ad Odessa sostenitori del Governo di Kiev appiccano un incendio alla sede dell'Unione Sindacati. Muoiono 30 rifugiati filorussi. Il Governo russo chiede all'Ucraina e agli alleati occidentali di assumersi le responsabilità dell'accaduto.[7]
- 6 maggio – 8 maggio – 10 maggio: la Danimarca ospita la 59ª edizione dell'Eurovision Song Contest che viene vinta dall'Austria con Conchita Wurst.
- 7 maggio – elezioni generali in Sudafrica: Jacob Zuma confermato Presidente della Repubblica.
- 15 maggio – New York: viene inaugurato il museo dedicato agli attentati dell'11 settembre 2001; verrà aperto al pubblico 6 giorni più tardi.
- 18 maggio – Libia: il generale Khalifa Haftar attua un colpo di Stato bombardando Bengasi ed occupando Tripoli. Il Parlamento viene dichiarato sciolto, mentre le Forze armate e le milizie islamiste si scontrano.[8]
- 22 maggio – Thailandia: colpo di Stato dell'Esercito, il 12º nel Paese dopo l'istituzione della monarchia costituzionale nel 1932.[9]
- 22 maggio – 25 maggio: elezioni europee
- 23 maggio: massacro di Isla Vista
- 25 maggio
  - Elezioni presidenziali in Ucraina: Petro Oleksijovyč Porošenko viene eletto primo cittadino.
  - Elezioni presidenziali in Lituania: confermata Presidente Dalia Grybauskaitė.
  - Elezioni presidenziali in Colombia: confermato Presidente Juan Manuel Santos.

### Giugno
- 2 giugno – Spagna: il premier Mariano Rajoy annuncia l'imminente abdicazione del Re Juan Carlos a favore del figlio Felipe.
- 3 giugno: elezioni presidenziali in Siria: confermato al potere Bashar al-Assad con l'88% dei voti nonostante il Paese sia ancora sconvolto dalla guerra civile.
- 19 giugno: Felipe di Borbone viene incoronato Re di Spagna con il nome di Felipe VI.
- 29 giugno – Iraq: viene fondato il Califfato della Siria e del Levante, con Califfo Abu Bakr al-Baghdadi. Il portavoce del gruppo islamico ISIS proclama la sovranità su Siria, Iraq, Giordania, Palestina, Libano, Kuwait, Cipro e la Cilicia.
- 30 giugno: Naufragio nel Canale di Sicilia al largo di Pozzallo. 45 migranti africani perdono la vita per asfissia nella stiva di un peschereccio diretto dalla Libia verso la Sicilia.

### Luglio
- 1º luglio: l'Italia assume la Presidenza di turno del Consiglio dell'Unione europea.
- 9 luglio: elezioni presidenziali in Indonesia.[10]
- 17 luglio
  - Il volo Malaysia Airlines 17 con a bordo 298 persone viene abbattuto da un missile mentre sorvola il confine tra Ucraina e Russia. Si tratta del settimo incidente aereo più grave della storia[11].
  - Palestina: alle ore 21:15, il premier israeliano Benjamin Netanyahu ordina alle proprie truppe d'invadere il territorio della Striscia di Gaza. Si scatena una vera e propria guerriglia urbana: 28 morti, di cui uno solo israeliano.[12]
- 23 luglio: la Costa Concordia lascia l'Isola del Giglio, dopo un naufragio e un'operazione di recupero durata 2 anni e mezzo. Arriverà al porto di Genova tre giorni più tardi.
- 27 luglio: Vincenzo Nibali diventa il settimo italiano a vincere il Tour de France, a distanza di 16 anni dall'ultimo vincitore azzurro Marco Pantani; completa inoltre la cosiddetta Tripla corona (ciclismo).
- 28 luglio: missili su Gaza. Uno colpisce una scuola ONU, il Presidente di Israele nega.

### Agosto
- 1º agosto – Libia: la Brigata Ansar al Sharia, milizia radicale islamica, proclama la fondazione di un Emirato islamico a Bengasi. Il generale Haftar si ritira in Egitto.[13]
- 8 agosto – Iraq: L'aviazione statunitense dà inizio a un raid aereo nel nord del Paese per contrastare l'espansione dell'ISIS.[14]
- 10 agosto – elezioni presidenziali in Turchia: viene confermato presidente Recep Tayyip Erdoğan con il 51,79% delle preferenze. Ahmet Davutoğlu sarà nominato primo ministro 18 giorni dopo.
- 30 agosto – Lesotho: il Ministro dello Sport denuncia un golpe militare e dichiara che sia lui sia il Premier sono stati costretti a fuggire. L'Esercito smentisce la notizia e afferma la sua fedeltà al Governo democraticamente eletto.[15]

### Settembre
- 14 settembre: elezioni legislative in Svezia
- 18 settembre: la Scozia tiene un referendum per l'indipendenza dal Regno Unito, con la vittoria del "No" all'indipendenza con il 55% dei voti.
- 21 settembre: il movimento degli Houthi prende il potere in Yemen.
- 23 settembre: nei Paesi dell'Eurozona entra in circolazione la nuova banconota da €10 della "Serie Europa".

### Ottobre
- 4 ottobre: Elezioni parlamentari in Lettonia.
- 5 ottobre
  - Elezioni presidenziali in Brasile: si andrà al ballottaggio il 26 ottobre tra Dilma Rousseff e Aécio Neves.
  - Elezioni politiche e presidenziali in Bolivia
  - Nel gran premio del Giappone il pilota francese Jules Bianchi rimane vittima di un incidente, morirà a Nizza 9 mesi dopo
- 9 e 10 ottobre: a tre anni di distanza dall'ultima alluvione, la città di Genova e la Liguria sono colpite nuovamente da intense precipitazioni, che provocano l'esondazione dei torrenti Bisagno, Sturla, del rio Fereggiano, Noce e Torbella. In provincia, vengono gravemente colpiti pure lo Scrivia, lo Stura, l'Entella e il rio Carpi. Sul suolo genovese scendono ben 395 mm in 24 ore.
- 16 ottobre: Vertice ASEM a Milano
- 19 ottobre – Città del Vaticano: cerimonia di beatificazione di papa Paolo VI
- 26 ottobre
  - Elezioni politiche in Ucraina: Arsenij Jacenjuk viene eletto Primo Ministro con il 21,82% delle preferenze.
  - Elezioni politiche e presidenziali in Uruguay: si andrà al ballottaggio il 30 novembre tra Tabaré Vázquez e Luis Alberto Lacalle Pou.
  - Ballottaggio elezioni presidenziali in Brasile: Dilma Rousseff confermata Presidente con il 51,64% delle preferenze.
- 30 ottobre
  - Colpo di Stato in Burkina Faso: i militari occupano e incendiano il Parlamento cacciando il Presidente Blaise Compaoré al potere da 27 anni.
  - La Svezia diventa il primo Paese dell'Unione europea a riconoscere la sovranità dello Stato di Palestina.

### Novembre
- 15 novembre: Malta ospita la 12ª edizione del Junior Eurovision Song Contest, che viene vinta dall'Italia con Vincenzo Cantiello.
- 23 novembre: la prima donna italiana astronauta, Samantha Cristoforetti, inizia il viaggio verso lo spazio.

### Dicembre
- 2 dicembre: i leader delle grandi religioni del mondo riuniti in Vaticano firmano l'accordo comune per la lotta alle grandi schiavitù moderne.[16]
- 16 dicembre – Strage di Peshawar: 130 minori vengono assassinati in una scuola militare di Peshawar, in Pakistan, da Talebani pakistani.
- 17 dicembre: il Presidente degli Stati Uniti Barack Obama e quello cubano Raúl Castro annunciano l'intenzione di porre fine all'embargo contro Cuba degli USA dopo 55 anni; decisivo si rivela l'intervento di papa Francesco.
- 28 dicembre
  - Il volo Indonesia AirAsia 8501 operato da un Airbus A320 in volo tra Surabaya e Singapore scompare dai radar con 162 persone a bordo.
  - Il traghetto Norman Atlantic, durante un viaggio tra Igoumenitsa e Ancona con a bordo 422 passeggeri e 56 membri dell'equipaggio, prende fuoco mentre naviga nel Canale d'Otranto. Sono undici i morti accertati e diciannove i dispersi.
  - Collisione tra due mercantili, il turco Gokbel e il beliziano Lady Aziza, al largo di Marina di Ravenna provoca due morti e quattro dispersi, nonché l'affondamento della nave turca.

## Scienza e tecnologia

### Astronomia
- 29 aprile: eclissi solare anulare visibile dall'Oceania e dall'Antartide.
- 25 agosto: la sonda New Horizons raggiunge l'orbita di Nettuno.
- 19 ottobre: la cometa C/2013 A1 Siding Spring transita a distanza ravvicinata da Marte.
- 23 ottobre: eclissi solare parziale, visibile da quasi tutta l'America del Nord.
- 12 novembre: il lander Philae atterra sulla cometa 67P/Churyumov-Gerasimenko.
- 17 dicembre: il rover marziano Curiosity trova tracce di metano e composti organici nel suolo marziano.

## Nati
- 12 luglio - Halaevalu Mataʻaho, principessa tongana
- 10 dicembre - Gabriella di Monaco, principessa monegasca
- 10 dicembre - Giacomo di Monaco, principe monegasco

## Morti
Ci sono circa 2 050 voci su persone morte nel 2014; vedi la pagina Morti nel 2014 per un elenco descrittivo o la categoria Morti nel 2014 per un indice alfabetico.

## Calendario
| Calendario 2014 | Calendario 2014 | Calendario 2014 | Calendario 2014 | Calendario 2014 | Calendario 2014 | Calendario 2014 | Calendario 2014 | Calendario 2014 | Calendario 2014 | Calendario 2014 | Calendario 2014 | Calendario 2014 | Calendario 2014 | Calendario 2014 | Calendario 2014 | Calendario 2014 | Calendario 2014 | Calendario 2014 | Calendario 2014 | Calendario 2014 | Calendario 2014 | Calendario 2014 | Calendario 2014 | Calendario 2014 | Calendario 2014 | Calendario 2014 | Calendario 2014 | Calendario 2014 | Calendario 2014 | Calendario 2014 | Calendario 2014 | Calendario 2014 |
| --------------- | --------------- | --------------- | --------------- | --------------- | --------------- | --------------- | --------------- | --------------- | --------------- | --------------- | --------------- | --------------- | --------------- | --------------- | --------------- | --------------- | --------------- | --------------- | --------------- | --------------- | --------------- | --------------- | --------------- | --------------- | --------------- | --------------- | --------------- | --------------- | --------------- | --------------- | --------------- | --------------- |
|                 | 1               | 2               | 3               | 4               | 5               | 6               | 7               | 8               | 9               | 10              | 11              | 12              | 13              | 14              | 15              | 16              | 17              | 18              | 19              | 20              | 21              | 22              | 23              | 24              | 25              | 26              | 27              | 28              | 29              | 30              | 31              |                 |
| Gennaio         | Me              | Gi              | Ve              | Sa              | Do              | Lu              | Ma              | Me              | Gi              | Ve              | Sa              | Do              | Lu              | Ma              | Me              | Gi              | Ve              | Sa              | Do              | Lu              | Ma              | Me              | Gi              | Ve              | Sa              | Do              | Lu              | Ma              | Me              | Gi              | Ve              |                 |
| Febbraio        | Sa              | Do              | Lu              | Ma              | Me              | Gi              | Ve              | Sa              | Do              | Lu              | Ma              | Me              | Gi              | Ve              | Sa              | Do              | Lu              | Ma              | Me              | Gi              | Ve              | Sa              | Do              | Lu              | Ma              | Me              | Gi              | Ve              |                 |                 |                 |                 |
| Marzo           | Sa              | Do              | Lu              | Ma              | Me              | Gi              | Ve              | Sa              | Do              | Lu              | Ma              | Me              | Gi              | Ve              | Sa              | Do              | Lu              | Ma              | Me              | Gi              | Ve              | Sa              | Do              | Lu              | Ma              | Me              | Gi              | Ve              | Sa              | Do              | Lu              |                 |
| Aprile          | Ma              | Me              | Gi              | Ve              | Sa              | Do              | Lu              | Ma              | Me              | Gi              | Ve              | Sa              | Do              | Lu              | Ma              | Me              | Gi              | Ve              | Sa              | Do              | Lu              | Ma              | Me              | Gi              | Ve              | Sa              | Do              | Lu              | Ma              | Me              |                 |                 |
| Maggio          | Gi              | Ve              | Sa              | Do              | Lu              | Ma              | Me              | Gi              | Ve              | Sa              | Do              | Lu              | Ma              | Me              | Gi              | Ve              | Sa              | Do              | Lu              | Ma              | Me              | Gi              | Ve              | Sa              | Do              | Lu              | Ma              | Me              | Gi              | Ve              | Sa              |                 |
| Giugno          | Do              | Lu              | Ma              | Me              | Gi              | Ve              | Sa              | Do              | Lu              | Ma              | Me              | Gi              | Ve              | Sa              | Do              | Lu              | Ma              | Me              | Gi              | Ve              | Sa              | Do              | Lu              | Ma              | Me              | Gi              | Ve              | Sa              | Do              | Lu              |                 |                 |
| Luglio          | Ma              | Me              | Gi              | Ve              | Sa              | Do              | Lu              | Ma              | Me              | Gi              | Ve              | Sa              | Do              | Lu              | Ma              | Me              | Gi              | Ve              | Sa              | Do              | Lu              | Ma              | Me              | Gi              | Ve              | Sa              | Do              | Lu              | Ma              | Me              | Gi              |                 |
| Agosto          | Ve              | Sa              | Do              | Lu              | Ma              | Me              | Gi              | Ve              | Sa              | Do              | Lu              | Ma              | Me              | Gi              | Ve              | Sa              | Do              | Lu              | Ma              | Me              | Gi              | Ve              | Sa              | Do              | Lu              | Ma              | Me              | Gi              | Ve              | Sa              | Do              |                 |
| Settembre       | Lu              | Ma              | Me              | Gi              | Ve              | Sa              | Do              | Lu              | Ma              | Me              | Gi              | Ve              | Sa              | Do              | Lu              | Ma              | Me              | Gi              | Ve              | Sa              | Do              | Lu              | Ma              | Me              | Gi              | Ve              | Sa              | Do              | Lu              | Ma              |                 |                 |
| Ottobre         | Me              | Gi              | Ve              | Sa              | Do              | Lu              | Ma              | Me              | Gi              | Ve              | Sa              | Do              | Lu              | Ma              | Me              | Gi              | Ve              | Sa              | Do              | Lu              | Ma              | Me              | Gi              | Ve              | Sa              | Do              | Lu              | Ma              | Me              | Gi              | Ve              |                 |
| Novembre        | Sa              | Do              | Lu              | Ma              | Me              | Gi              | Ve              | Sa              | Do              | Lu              | Ma              | Me              | Gi              | Ve              | Sa              | Do              | Lu              | Ma              | Me              | Gi              | Ve              | Sa              | Do              | Lu              | Ma              | Me              | Gi              | Ve              | Sa              | Do              |                 |                 |
| Dicembre        | Lu              | Ma              | Me              | Gi              | Ve              | Sa              | Do              | Lu              | Ma              | Me              | Gi              | Ve              | Sa              | Do              | Lu              | Ma              | Me              | Gi              | Ve              | Sa              | Do              | Lu              | Ma              | Me              | Gi              | Ve              | Sa              | Do              | Lu              | Ma              | Me              |                 |

## Premi Nobel
In quest'anno sono stati conferiti i seguenti Premi Nobel:
- per la Medicina: John O'Keefe, May-Britt Moser e Edvard I. Moser
- per la Fisica: Shūji Nakamura, Hiroshi Amano e Isamu Akasaki
- per la Chimica: Eric Betzig, William Moerner e Stefan Hell
- per la Letteratura: Patrick Modiano
- per la Pace: Malala Yousafzai e Kailash Satyarthi
- per l'Economia: Jean Tirole

## Sport
- 13 luglio: la Germania vince i mondiali di calcio battendo 1-0 l'Argentina ai tempi supplementari nella finale del Maracanã.